# Templo y exconvento de San Matías Apóstol (Iztacalco)

El templo y exconvento de San Matías Apóstol  es un conjunto arquitectónico religioso que se encuentra en el Pueblo de Iztacalco, uno de los dos pueblos originarios de la Alcaldía Iztacalco, en la Ciudad de México.
El conjunto fue construido en el siglo XVI y ampliado en el siglo XVIII, fue declarado monumento histórico en marzo de 1933 y está dentro de los bienes inscritos en el Catálogo de Monumentos Históricos del Instituto Nacional de Antropología e Historia (INAH) de México.

## Historia

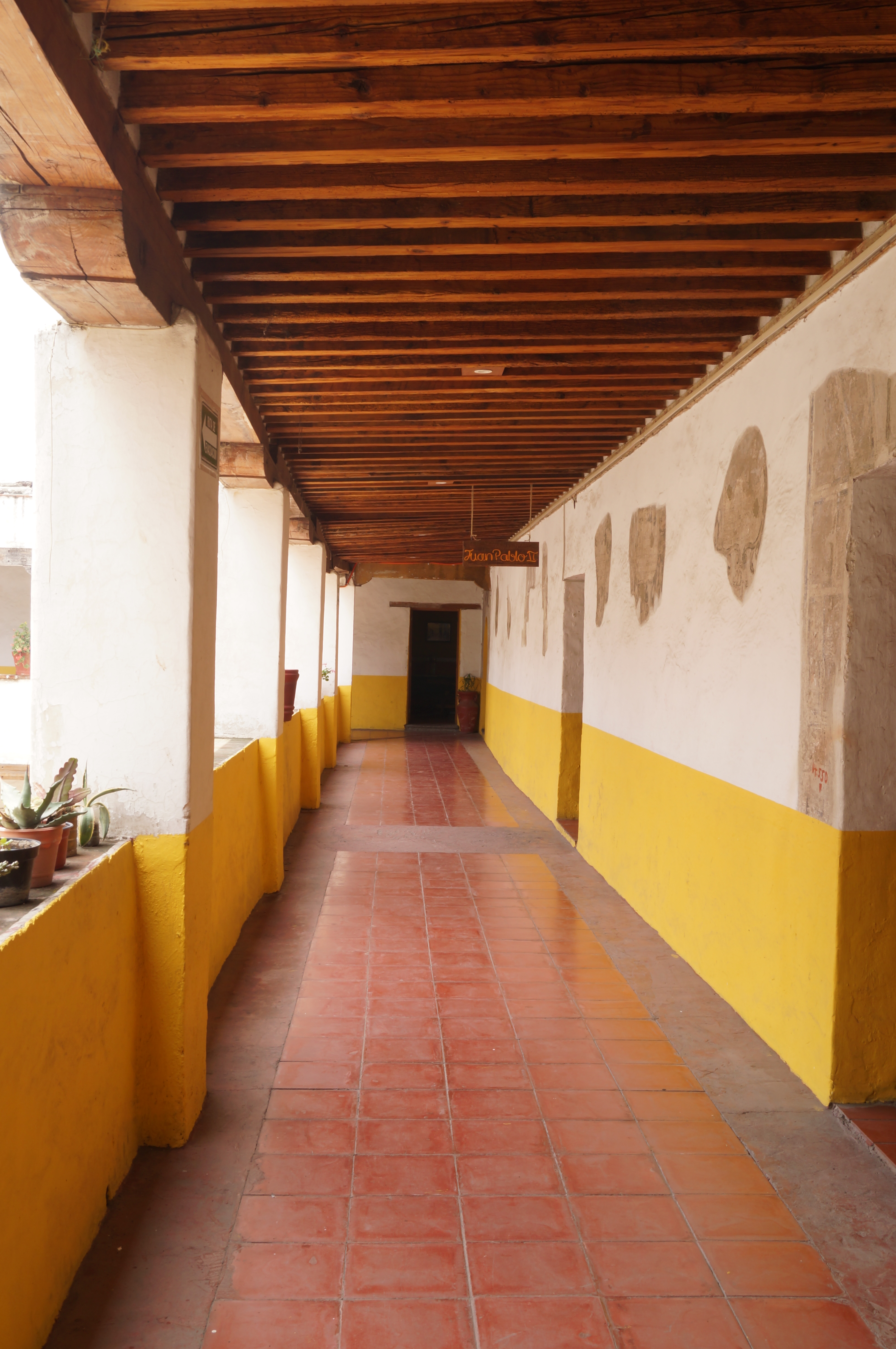
Pasillo del claustro del exconvento

Debido a su posición en medio del lago de Texcoco, el territorio de Iztacalco fue ocupado tardíamente, en comparación con otras partes del  valle de México. Sus primeros habitantes estaban relacionados con las tareas de extracción de sal de las aguas saladas de lago.
Según el códice Xólotl, Iztacalco, Zacatlamanco y Mixhuca fueron los últimos lugares que tocó la peregrinación de los aztecas en busca de la señal de su dios Huitzilopochtli. Durante el  período posclásico, Iztacalco fue un pueblo sometido al poder del señor de Texcoco, uno de los aliados de los aztecas en la Triple Alianza.
Tras la conquista de México a manos de los españoles, el pueblo de Iztacalco fue sujeto a la jurisdicción de la Parcialidad indígena de San Juan Tenochtitlan y evangelizado por misioneros franciscanos, quienes fundaron en 1550 un templo y un convento dedicado a San Matías. Se desconoce el nombre del arquitecto que lo construyó, pero existe la posibilidad de que el arquitecto Claudio de Arciniega haya intervenido en la obra, ya que vivió en Iztacalco en 1563.
La iglesia fue renovada por el arquitecto José Miguel de Rivera Saravia en 1725, de esta remodelación datan los estípites de la fachada, ya que el arquitecto de Rivera fue precursor del estilo churrigueresco en México.
En 1771 el arzobispo Francisco Antonio de Lorenzana realizó una reforma parroquial, y como parte de esta, se creó el 8 de abril de 1771 el curato de San Matías Ixtacalco, integrado por el pueblo de Iztacalco y los pueblos de Santa Anita, Aculco, San Juan Nextipac y Santa María Magdalena Atlaxolpa,  los cuales habían pertenecido a la de la parroquia de San José de los Naturales.

## Descripción
Su fachada es de cantera con aplanados, su torre tiene un solo cuerpo de planta mixtilínea ricamente decorada y fue construida en el siglo XVIII. Del mismo siglo data la capilla lateral dedicada a la Inmaculada Concepción que presenta planta de cruz griega con cúpula octagonal y linternilla, así como ventanas mixtilíneas
Al interior el templo presenta una sola nave, techada con bóveda de cañón y cúpula de gallones.

## Patrimonio
En materia de monumentos históricos muebles, destacan la pila bautismal y su surtidor, que datan del siglo XVI y están elaborados con cantera labrada con símbolos franciscanos. La cubierta de la pila bautismal es de madera y data del siglo XIX. La escultura de San Matías que se encuentra en el retablo principal data del siglo XVIII. En la sacristía se encuentra una escultura de Jesús de Nazaret del siglo XVI elaborada en pasta de caña de maíz. El órgano del templo data del siglo XIX.
El claustro cuenta con dos puertas de madera labrada, una del siglo XVIII que representa la Anunciación y se encuentra en el acceso del templo al claustro y otra del siglo XIX labrada con motivos vegetales y el monograma IHS, que se encuentra en el claustro alto.

## Leyenda de San Matías
Al respecto de la advocación del templo y convento, existe una tradición oral que relata como San Matías Apóstol se convirtió en patrono del convento:

"...
Se dice que cuando estaban construyendo el templo, el patrón iba a ser San Joaquín. Un día en que por el canal de la Viga venía una trajinera, se soltó una tormenta de viento, granizo y lluvia que obligó a los que venían a detenerse en el templo, que estaba todavía en construcción, y pedir permiso al fraile para llevar la imagen que traían de San Matías apóstol. El padre los recibió con gusto, pero cuando la tempestad pasó y quisieron cargar al Santo, ya no pudieron por lo pesado que se había puesto y así intentaron tres veces más hasta que el fraile les dijo que era una señal divina de que la imagen quería quedarse en ese lugar..." Francisco Cázares, Cronista de Iztacalco

## Galería de imágenes

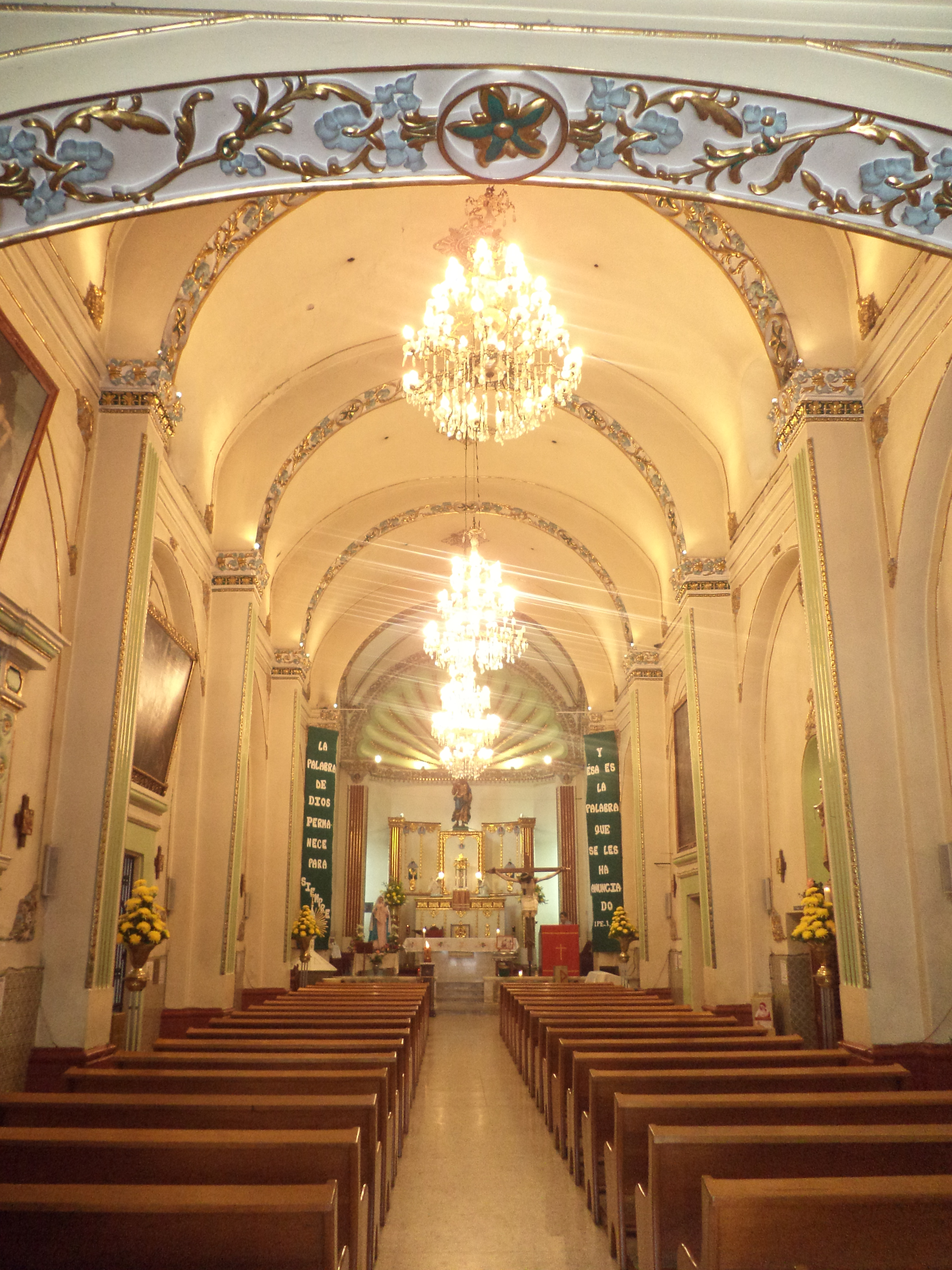
Intetrior del templo
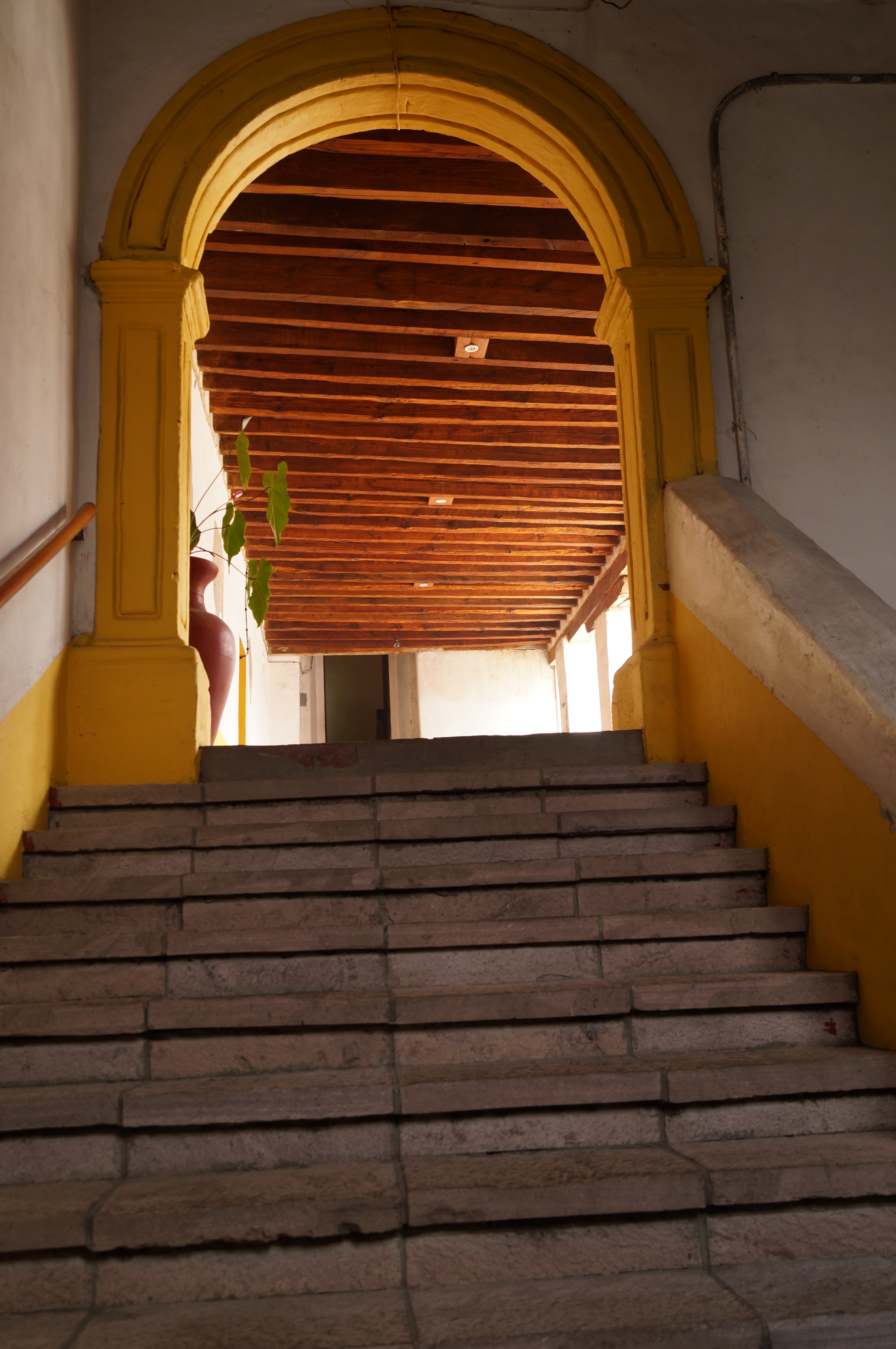
Escaleras del claustro
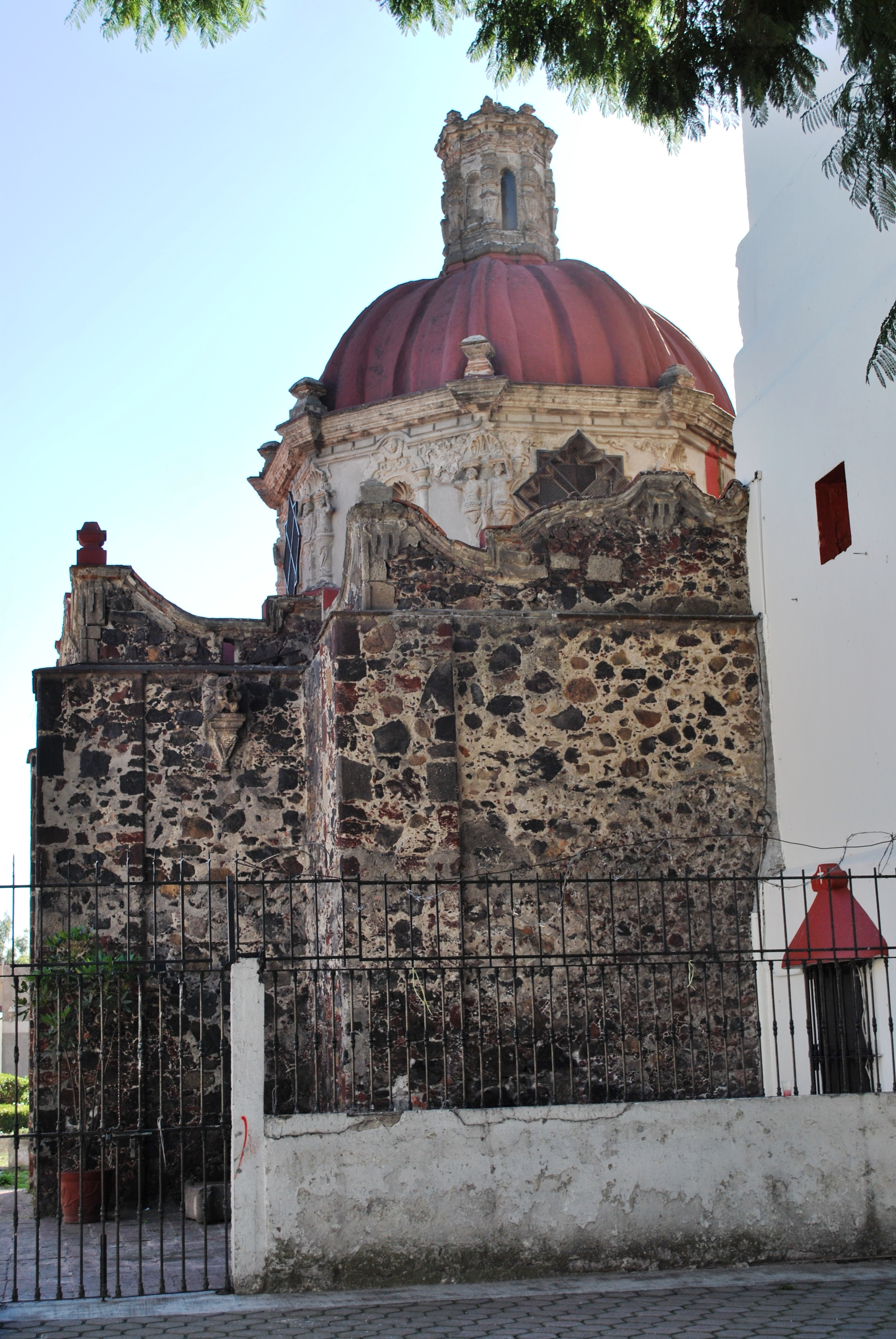
Capilla de la Purísima Concepción
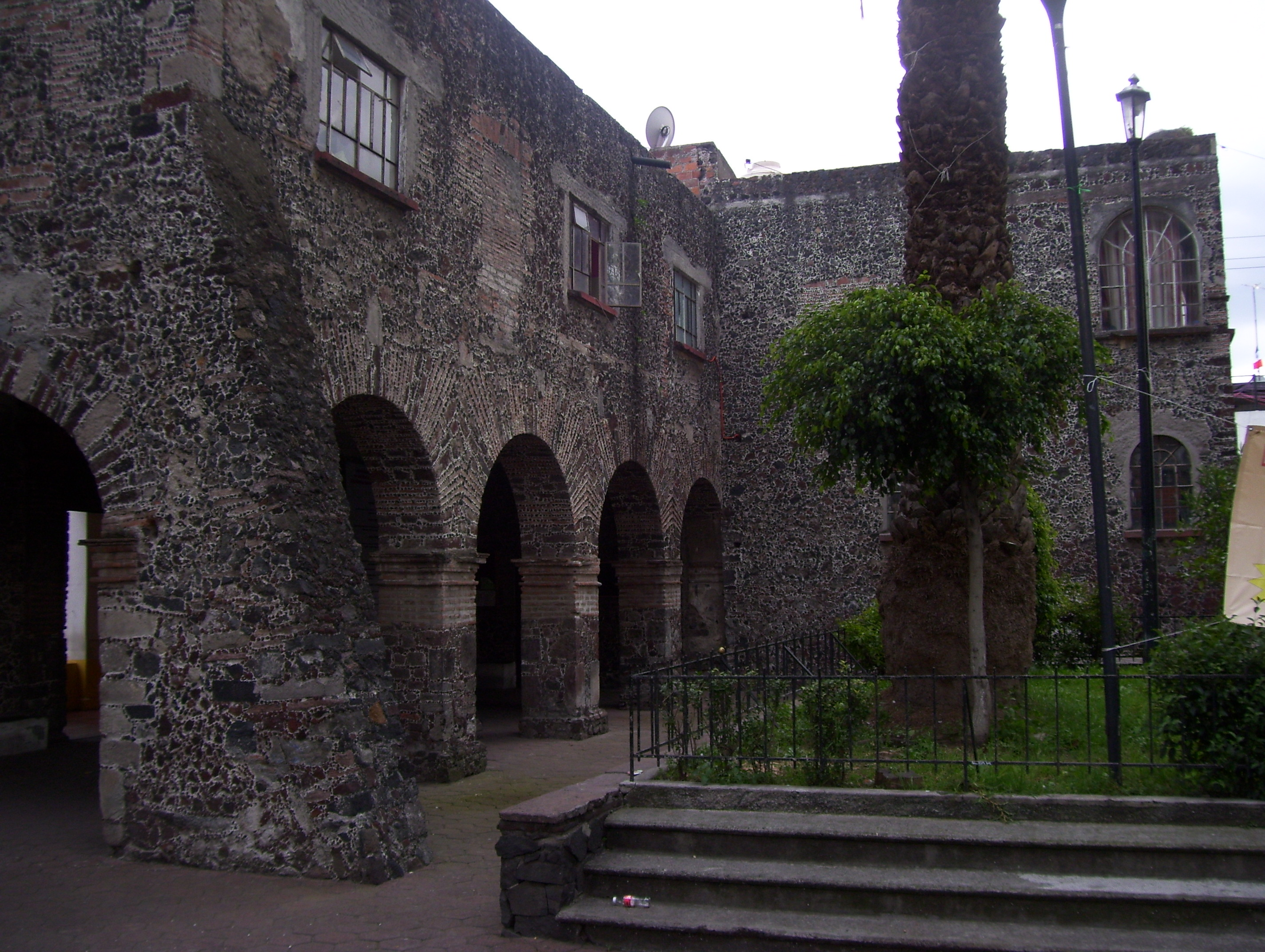
Portal de peregrinos
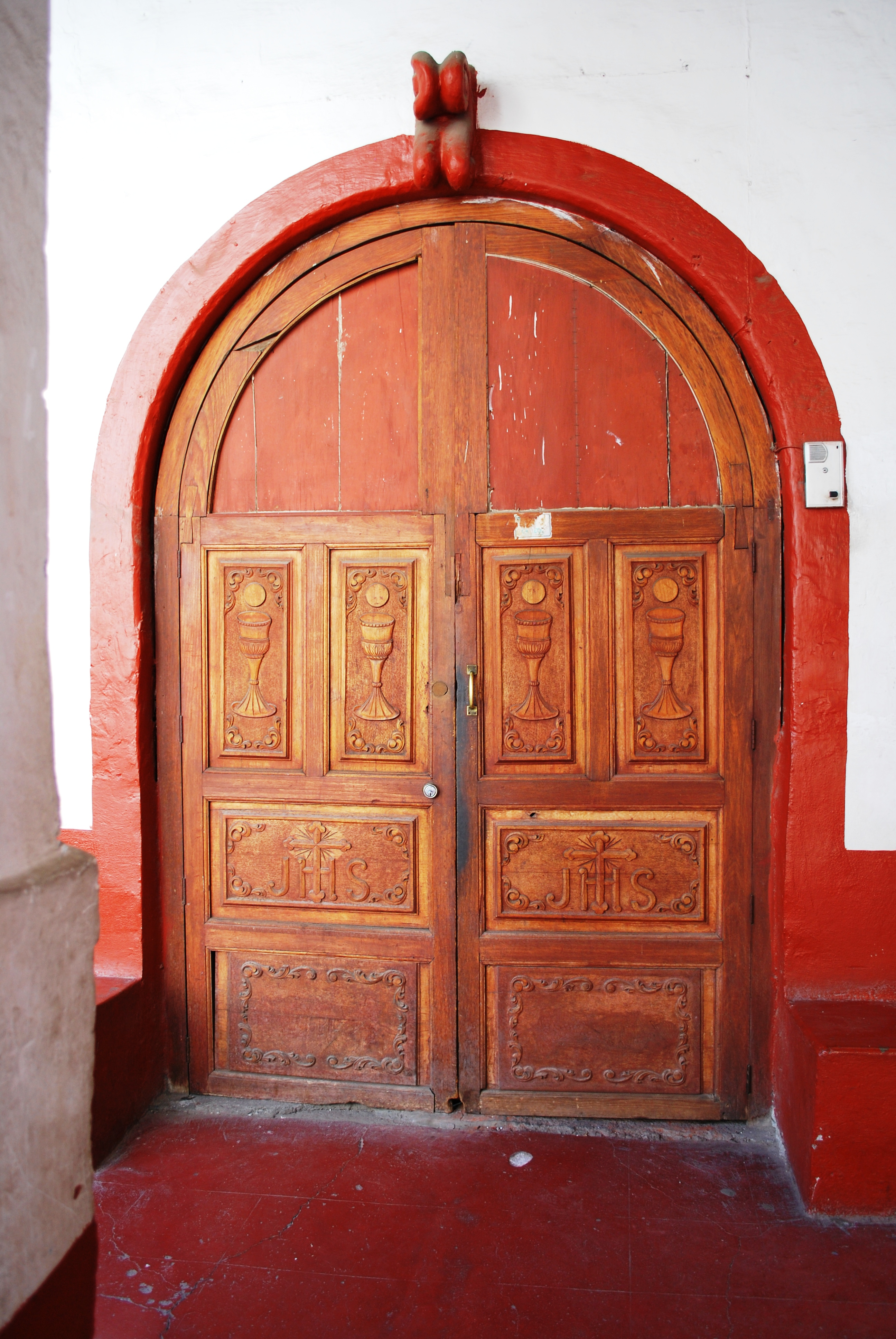
Puerta de madera labrada del siglo XIX, en el claustro alto

- Wikimedia Commons alberga una categoría multimedia sobre Templo y exconvento de San Matías Apóstol.